# Лесопарк Разлив
Лесопарк Разлив (Разливский лесопарк) —  лесопарк в России, в Курортном районе города Санкт-Петербурга в городе Сестрорецк, в историческом районе Разлив. Лесопарк получил статус лесопарка в 1958 году, как и все лесопарки Сестрорецка (Тарховха, Разлив, Гагарка). С 1959 года стал частью Сестрорецка. 

## Описание
Расположен в Сестрорецке, вблизи Тарховского лесопарка. Относится к городским лесам и является частью Сестрорецкого лесничества, которое в свою очередь входит в состав Курортного лесопарка. Площадь лесопарка Разлив — около 30 гектаров. В нём есть верёвочный парк для детей. Лесопарк в основном лиственный, в небольших количествах ( у Приморского шоссе) встречаются ель европейская и сосна обыкновенная. Природа лесопарка схожа с природой лесопарков Тарховка и Гагарка. 
Южная часть (около 15 га) имеет статус будущих особо охраняемой природной территории (ООПТ) в составе Тарховского мыса и городского леса.
В лесопарке есть лоси и кабаны, а также змеи.
Лесопарк Разлив по ошибке часто ошибочно относят к лесопарку Тарховка. Но он относится к Тарховке (парку)..